# Nauki medyczne
Nauki medyczne to grupa dyscyplin naukowych obejmująca:
- medycynę i jej specjalności
- stomatologię i jej specjalności

Nauki medyczne wraz z naukami farmaceutycznymi, naukami o zdrowiu, naukami o kulturze fizycznej oraz biologią medyczną tworzą w polskim systemie klasyfikacji nauk dziedzinę nauk medycznych i nauk o zdrowiu, natomiast medycyna weterynaryjna należy do odrębnej dziedziny nauk weterynaryjnych.